# La Chaux (Doubs)
Pour les articles homonymes, voir La Chaux.
La Chaux-de-Gilley redirige ici.
La Chaux (nommée également La Chaux-de-Gilley non officiellement) (La Tsâ en arpitan / dialecte burgondan) est une commune française située dans le département du Doubs, la région culturelle et historique de Franche-Comté et la région administrative Bourgogne-Franche-Comté.

## Géographie
La Chaux fait partie du Saugeais.

### Climat
Pour des articles plus généraux, voir Climat de la Bourgogne-Franche-Comté et Climat du Doubs.
En 2010, le climat de la commune est de type climat de montagne, selon une étude du Centre national de la recherche scientifique s'appuyant sur une série de données couvrant la période 1971-2000. En 2020, Météo-France publie une typologie des climats de la France métropolitaine dans laquelle la commune est exposée à un climat de montagne ou de marges de montagne et est dans la région climatique  Jura, caractérisée par une forte pluviométrie en toutes saisons (1 000 à 1 500 mm/an), des hivers rigoureux et un ensoleillement médiocre. 
Pour la période 1971-2000, la température annuelle moyenne est de 7,3 °C, avec une amplitude thermique annuelle de 16,5 °C. Le cumul annuel moyen de précipitations est de 1 551 mm, avec 12,7 jours de précipitations en janvier et 11,4 jours en juillet. Pour la période 1991-2020, la température moyenne annuelle observée sur la station météorologique de Météo-France la plus proche, « Épenoy », sur la commune d'Épenoy à 13 km à vol d'oiseau, est de 9,2 °C et le cumul annuel moyen de précipitations est de 1 363,0 mm. 
La température maximale relevée sur cette station est de 36,4 °C, atteinte le 7 août 2003 ; la température minimale est de −18,8 °C, atteinte le 5 février 2012,,. 
Les paramètres climatiques de la commune ont été estimés pour le milieu du siècle (2041-2070) selon différents scénarios d'émission de gaz à effet de serre à partir des nouvelles projections climatiques de référence DRIAS-2020. Ils sont consultables sur un site dédié publié par Météo-France en novembre 2022.

## Urbanisme

### Typologie
Au 1er janvier 2024, La Chaux est catégorisée commune rurale à habitat dispersé, selon la nouvelle grille communale de densité à 7 niveaux définie par l'Insee en 2022.
Elle est située hors unité urbaine. Par ailleurs la commune fait partie de l'aire d'attraction de Pontarlier, dont elle est une commune de la couronne,. Cette aire, qui regroupe 54 communes, est catégorisée dans les aires de moins de 50 000 habitants,.

### Occupation des sols
L'occupation des sols de la commune, telle qu'elle ressort de la base de données européenne d’occupation biophysique des sols Corine Land Cover (CLC), est marquée par l'importance des territoires agricoles (59,6 % en 2018), en augmentation par rapport à 1990 (57,1 %). La répartition détaillée en 2018 est la suivante : 
prairies (50,9 %), forêts (30,2 %), zones agricoles hétérogènes (8,7 %), milieux à végétation arbustive et/ou herbacée (8,3 %), zones urbanisées (1,9 %). L'évolution de l’occupation des sols de la commune et de ses infrastructures peut être observée sur les différentes représentations cartographiques du territoire : la carte de Cassini (XVIIIe siècle), la carte d'état-major (1820-1866) et les cartes ou photos aériennes de l'IGN pour la période actuelle (1950 à aujourd'hui).

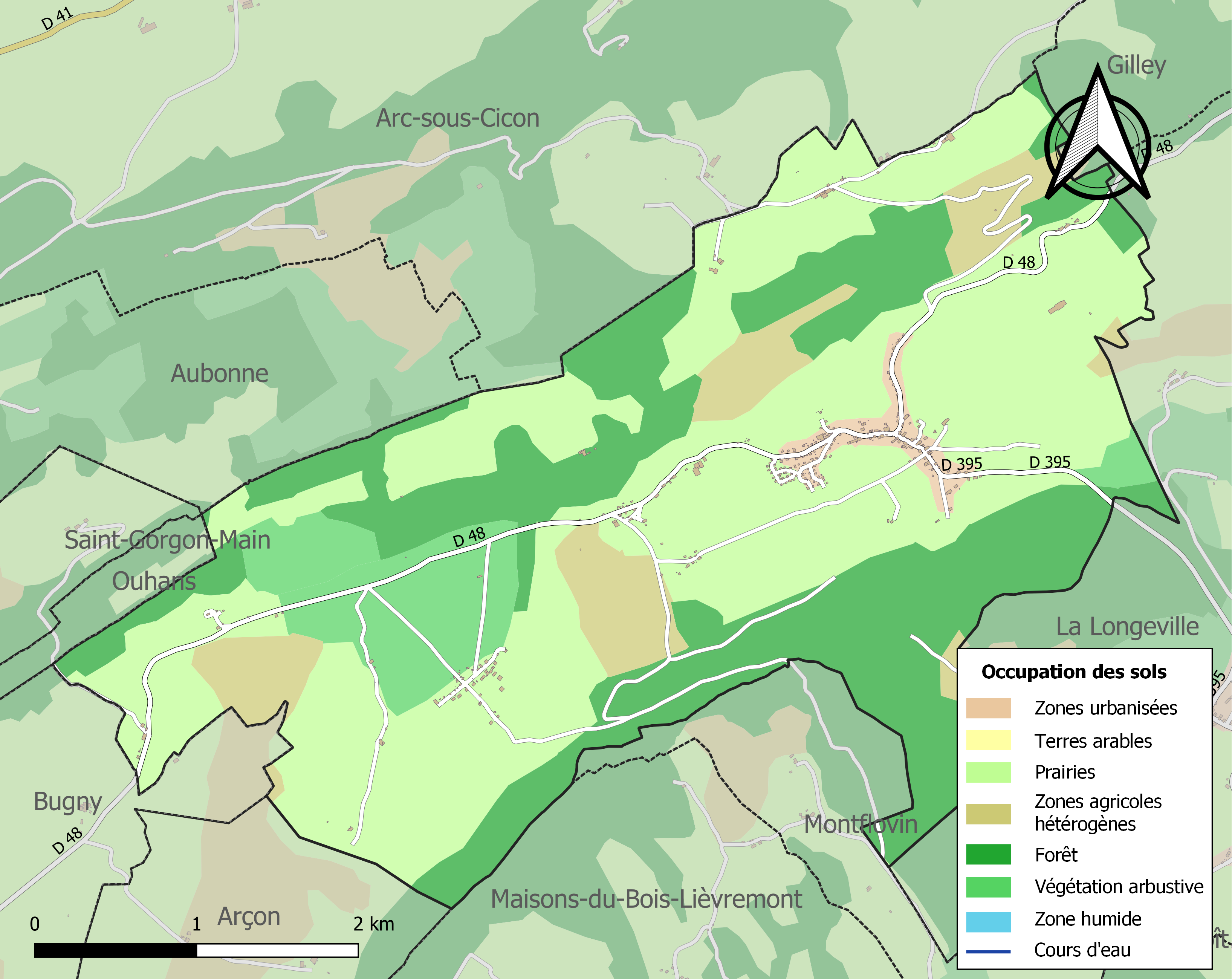
Carte des infrastructures et de l'occupation des sols de la commune en 2018 (CLC).

## Histoire
Jean d'Arbon, damoiseau, chevalier, seigneur de La Chaux et de Corges. Il épouse en 1320 Marguerite, fille de Jean de Coligny et de Jeanne de la Roche-Vannel, de qui il a :
- Jean, chevalier, seigneur de Coges.
- Étienne qui suit.

Étienne d'Arbon, chevalier, seigneur de La Chaux. Il épouse Guillemette, fille d'Étienne de Beaufort et de Guillemette Morel, de qui il a :
- Jacques qui suit,
- Jean, chevalier, exécuteur testamentaire de Jean de Savigny en 1394. Son frère le nomme tuteur de ses enfants et par ce fait il reprend le fief de la seigneurie de Château-Vilain (baronnie située entre celle Nozeroy et celles de Saint-Claude), le 14 mai 1404, de Jean III de Chalon-Arlay. Il a un fils naturel, nommé Jean, cité dans une reprise de fief en 1440, ce fils aura Jacques, écuyer, présent à la prise de Château-Vilain par Jean IV de Chalon-Arlay en 1496.

Jacques d'Arbon, (? - avant 1400), chevalier, seigneur de Château-Vilain et de La Chaux. Il rend hommage, le 12 novembre 1393, à Jean III de Chalon-Arlay, de la seigneurie de Château-Vilain. Il épouse Agnès/Anne, (? - après le 1er décembre 1400), fille d'Henri du Quar et de Pentésilée de Saluces, de qui il a :
- Jean, mort jeune,
- Jacques qui suit,
- Catherine, elle épouse Louis de Grandvillers, écuyer, de qui elle a Jean, Thibaud et Claude,
- Claude/Claudine, elle épouse Jean de Joux, chevalier, seigneur d'Abbans,
- Guillemette.

Jacques d'Arbon, (? - après le 11 mai 1419), écuyer, seigneur de Château-Vilain et de La Chaux. Le 19 septembre 1414, il fait hommage pour ses terres au seigneur d'Arlay. Il meurt sans postérité.

## Politique et administration
| Période                                  | Période  | Identité            | Étiquette    | Qualité    |
| ---------------------------------------- | -------- | ------------------- | ------------ | ---------- |
| avant 1995                               | 2008     | Antide Jacquet      | RPR puis UMP |            |
| 2008                                     | mai 2020 | Gilles Bolle-Reddat | PS           | Professeur |
| mai 2020                                 | En cours | Stéphane Lambert    |              |            |
| Les données manquantes sont à compléter. |          |                     |              |            |

## Démographie
L'évolution du nombre d'habitants est connue à travers les recensements de la population effectués dans la commune depuis 1793. Pour les communes de moins de 10 000 habitants, une enquête de recensement portant sur toute la population est réalisée tous les cinq ans, les populations de référence des années intermédiaires étant quant à elles estimées par interpolation ou extrapolation. Pour la commune, le premier recensement exhaustif entrant dans le cadre du nouveau dispositif a été réalisé en 2007.

En 2022, la commune comptait 611 habitants, en évolution de +15,72 % par rapport à 2016 (Doubs : +1,88 %, France hors Mayotte : +2,11 %).
| 1793 | 1800 | 1806 | 1821 | 1831 | 1836 | 1841 | 1846 | 1851 |
| ---- | ---- | ---- | ---- | ---- | ---- | ---- | ---- | ---- |
| 542  | 581  | 560  | 522  | 502  | 495  | 494  | 578  | 610  |

| 1856 | 1861 | 1866 | 1872 | 1876 | 1881 | 1886 | 1891 | 1896 |
| ---- | ---- | ---- | ---- | ---- | ---- | ---- | ---- | ---- |
| 600  | 602  | 587  | 520  | 533  | 482  | 559  | 559  | 569  |

| 1901 | 1906 | 1911 | 1921 | 1926 | 1931 | 1936 | 1946 | 1954 |
| ---- | ---- | ---- | ---- | ---- | ---- | ---- | ---- | ---- |
| 555  | 548  | 538  | 417  | 401  | 410  | 377  | 408  | 387  |

| 1962 | 1968 | 1975 | 1982 | 1990 | 1999 | 2006 | 2007 | 2012 |
| ---- | ---- | ---- | ---- | ---- | ---- | ---- | ---- | ---- |
| 381  | 380  | 339  | 348  | 351  | 376  | 414  | 419  | 435  |

| 2017 | 2022 | - | - | - | - | - | - | - |
| ---- | ---- | - | - | - | - | - | - | - |
| 558  | 611  | - | - | - | - | - | - | - |

## Lieux et monuments
- Plusieurs bâtiments recensés dans la base Mérimée : 
  - L'église paroissiale Saint-Antide[18] qui possède plusieurs éléments recensés dans la base Palissy : 3 autels, 2 retables, 8 bas-reliefs et 29 statues (ensemble du maître-autel et de 2 autels secondaires)[19].
  - Des fermes typiques du haut-Doubs[20],[21]
- Le monument aux Morts de la commune encadré par deux canons.

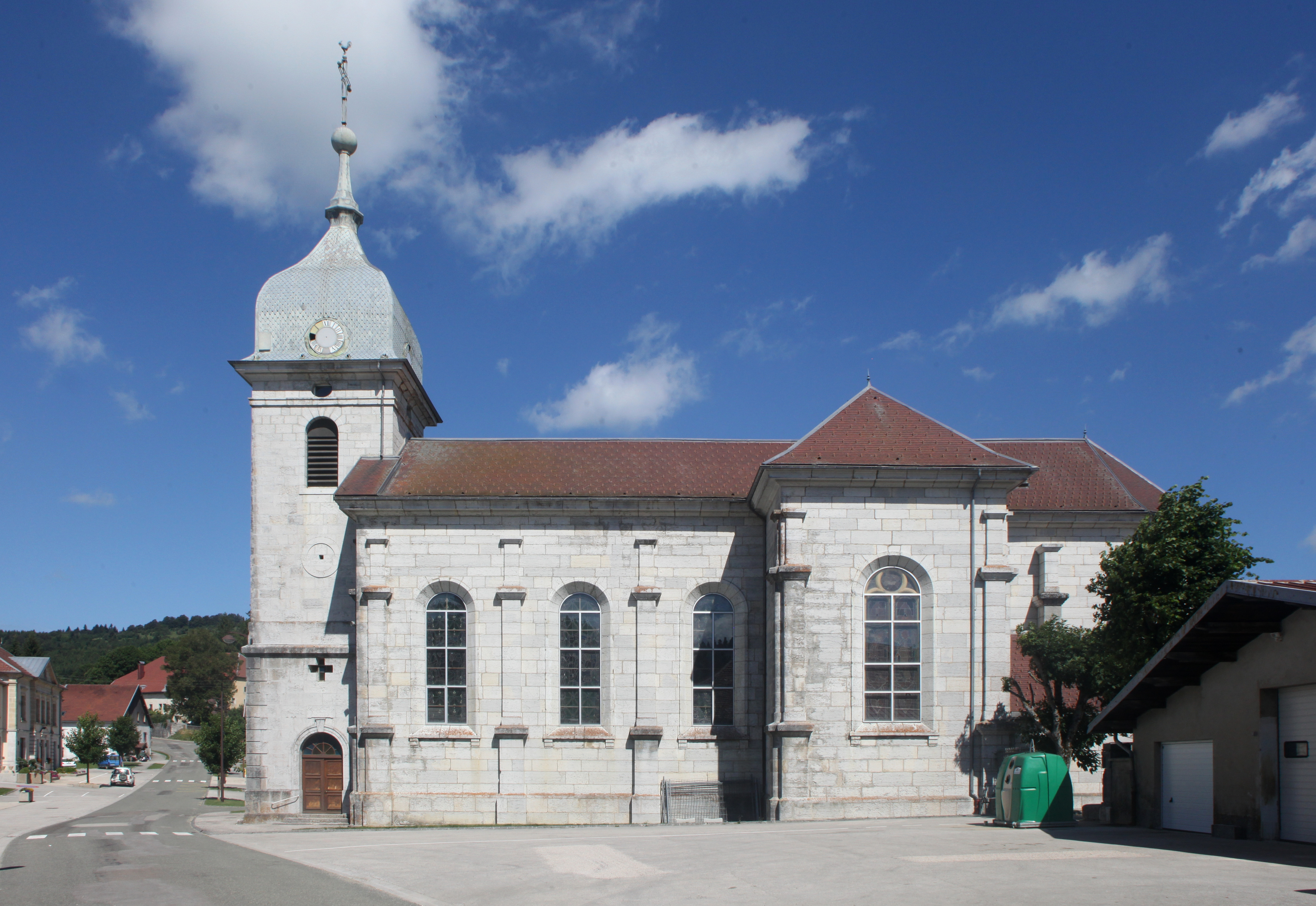
Église.
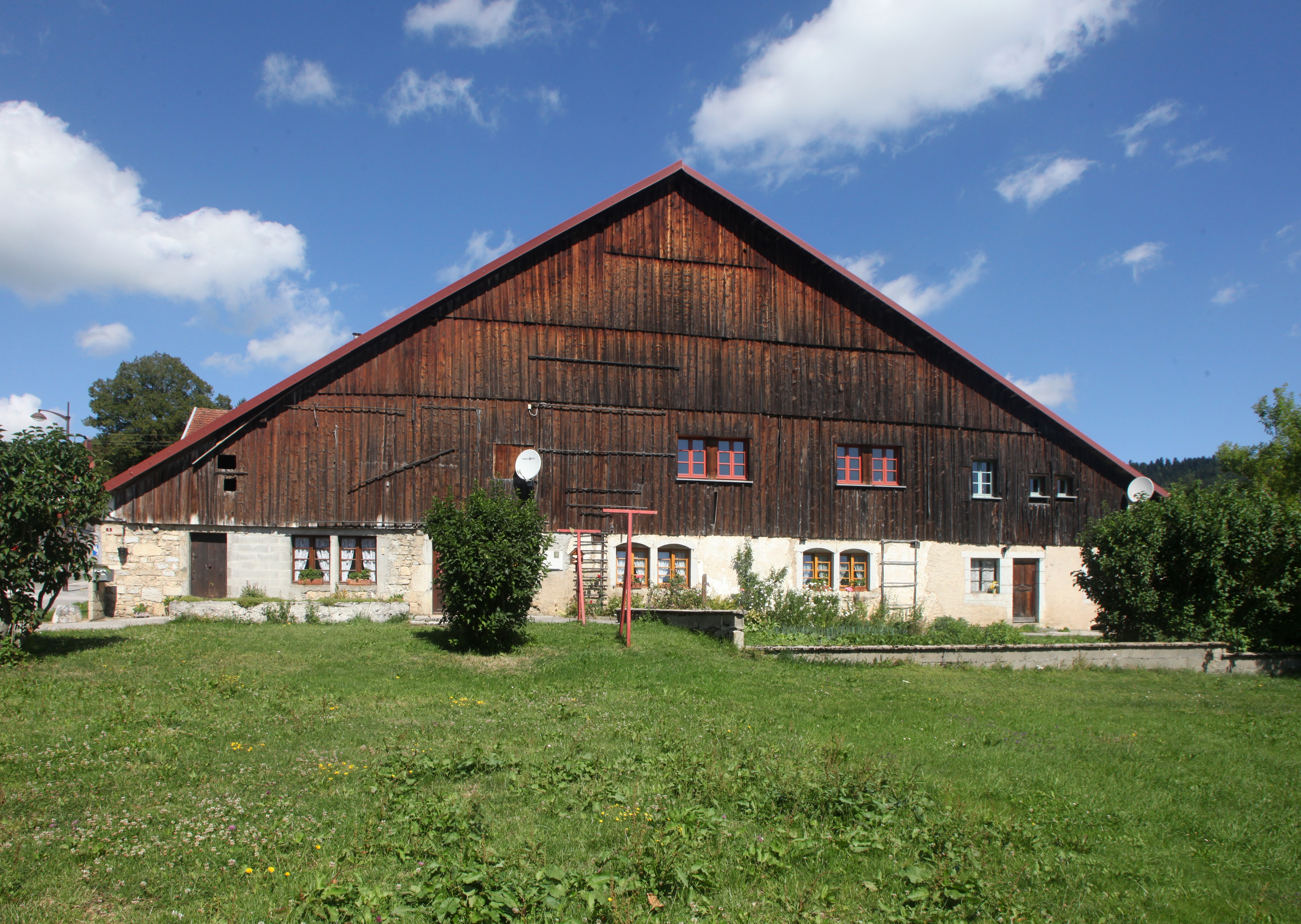
Ferme.
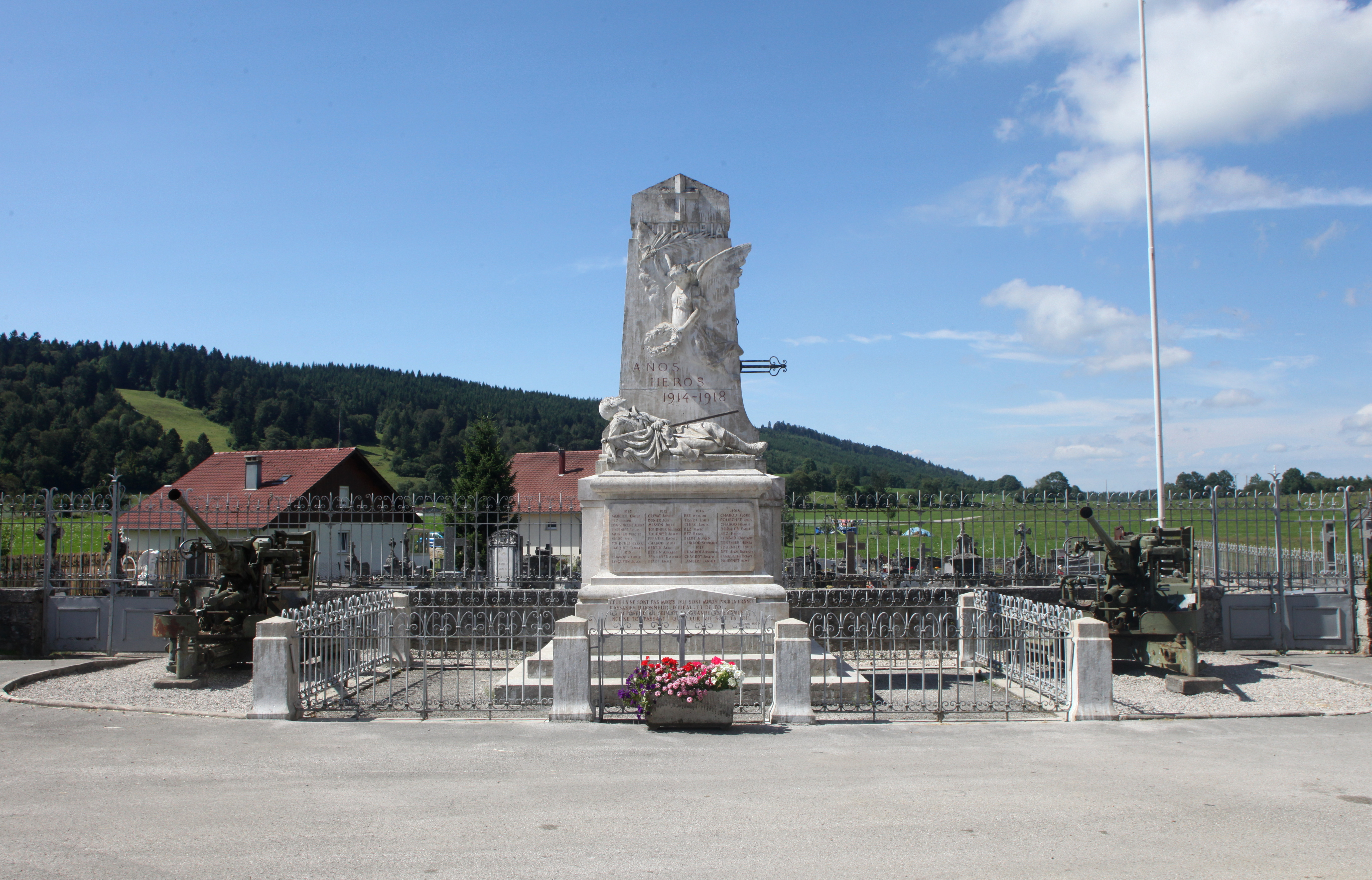
Monument aux morts.

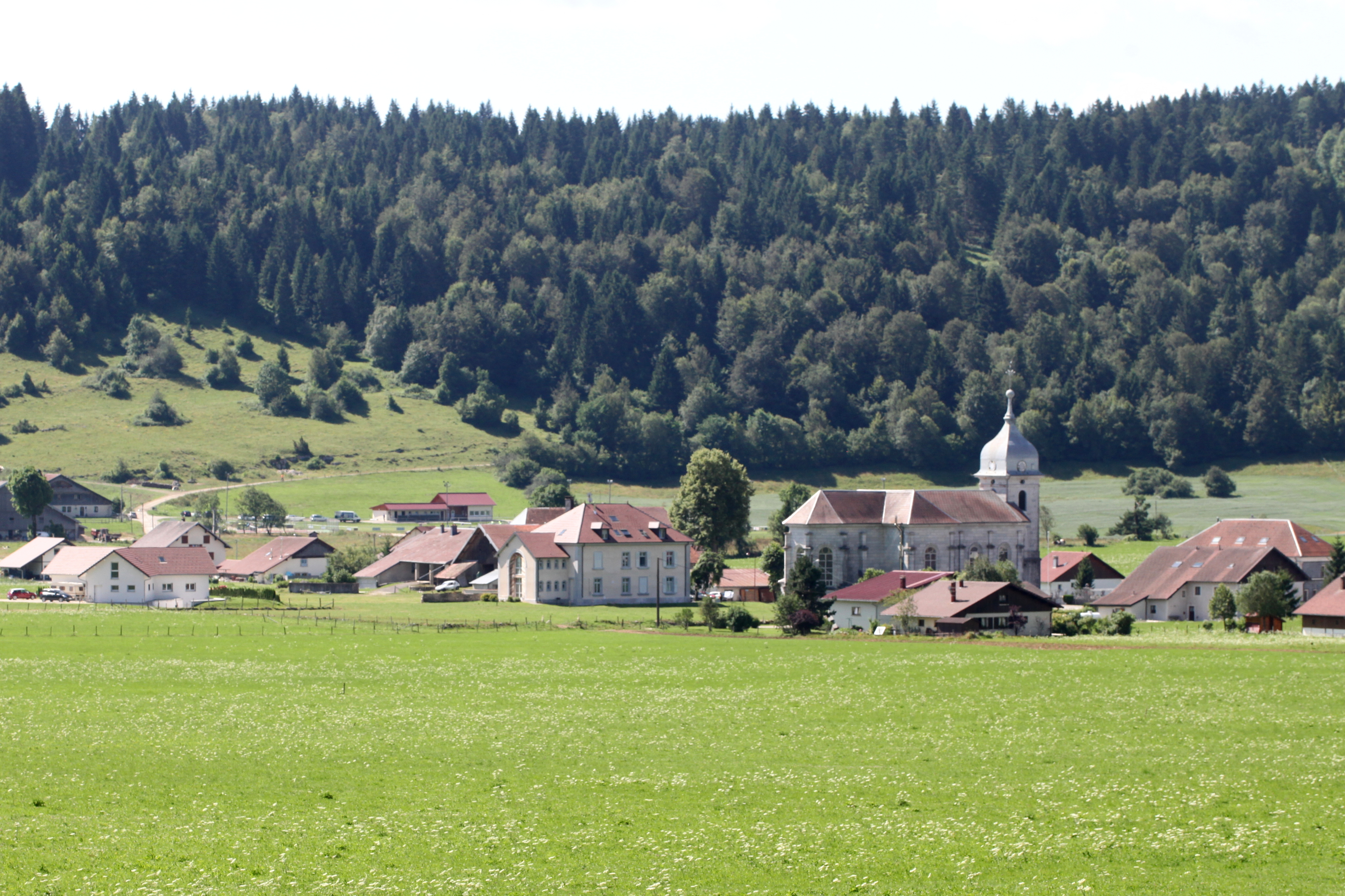
Vue générale.
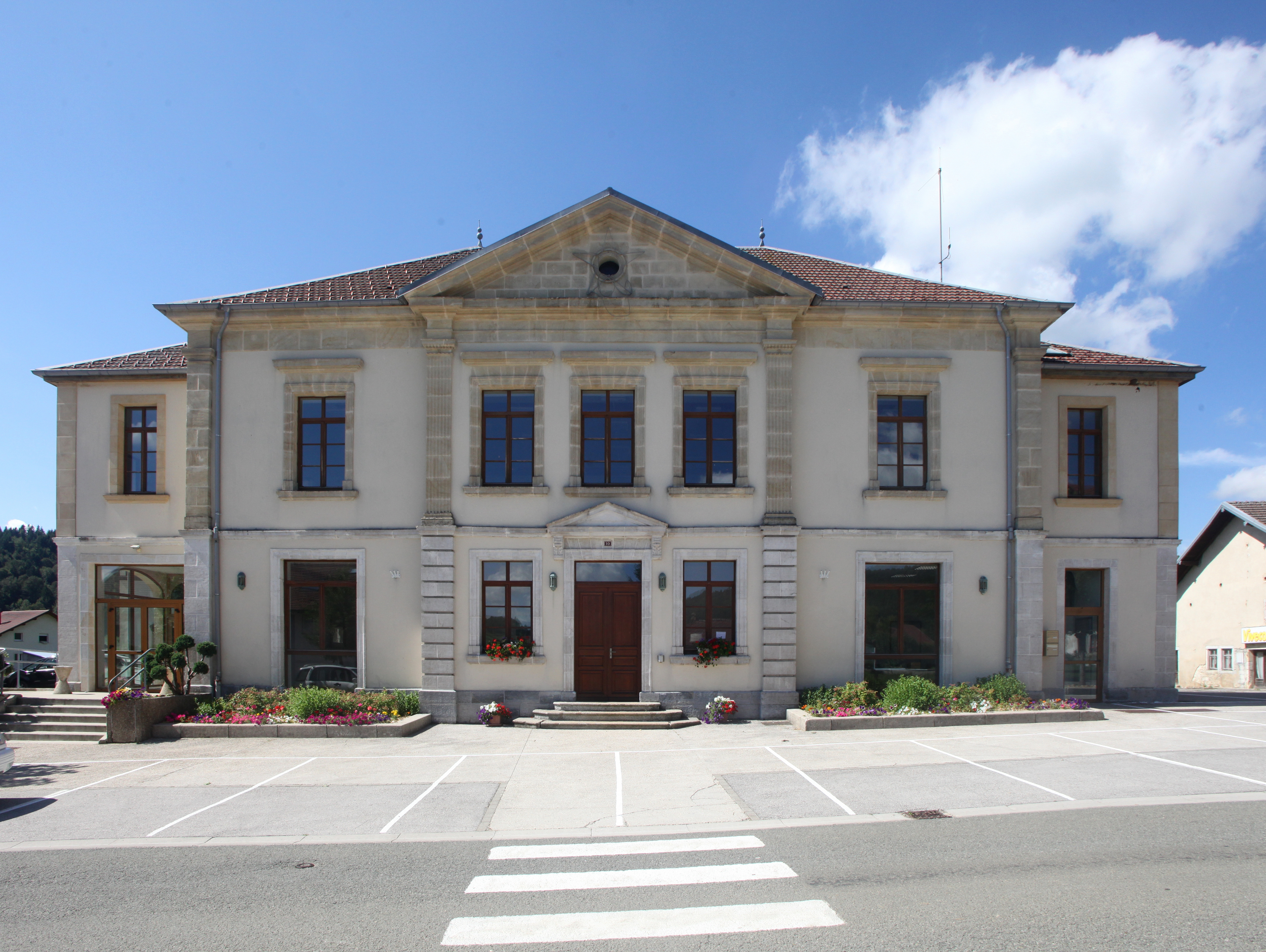
Mairie.
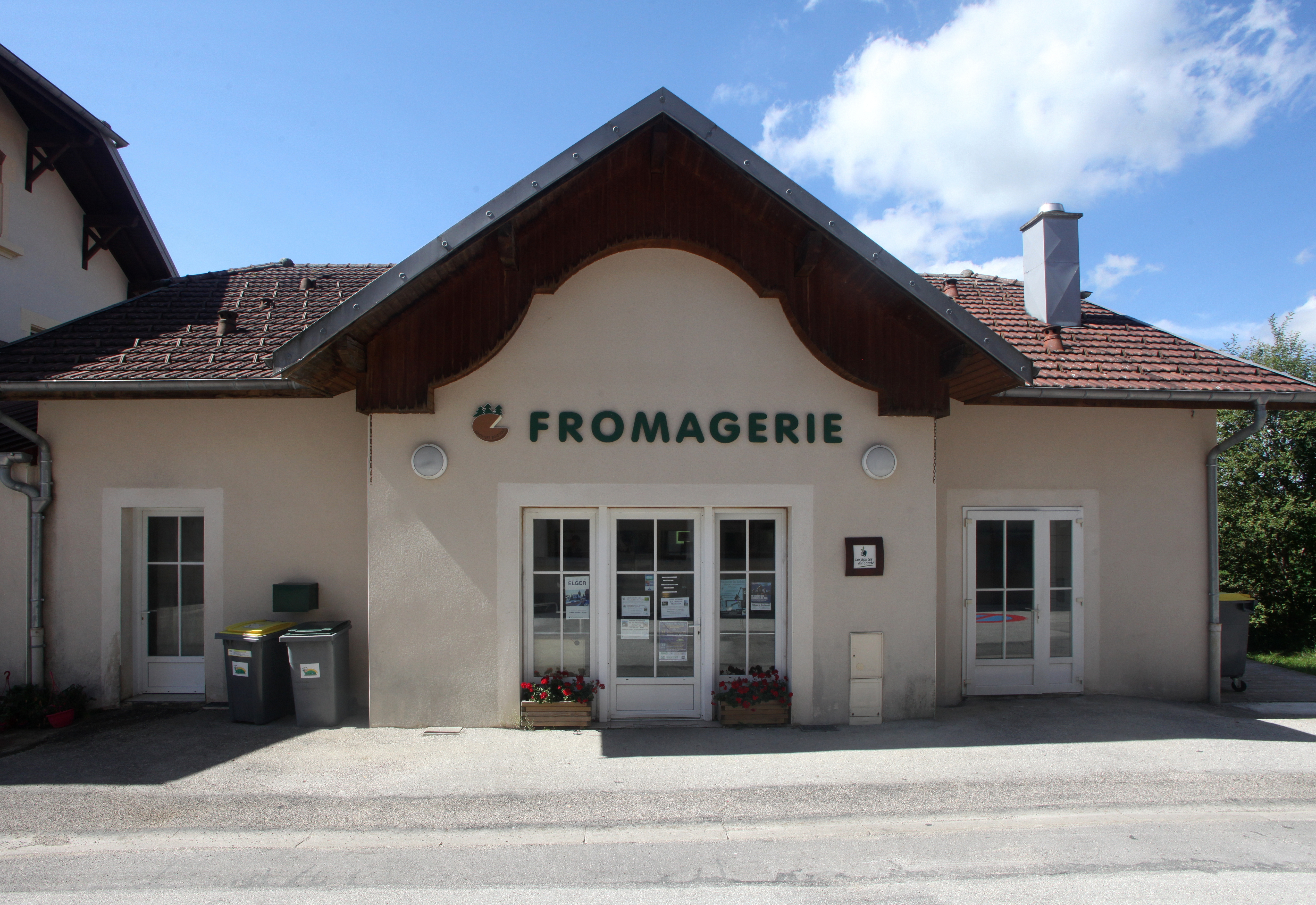
Fruitière.
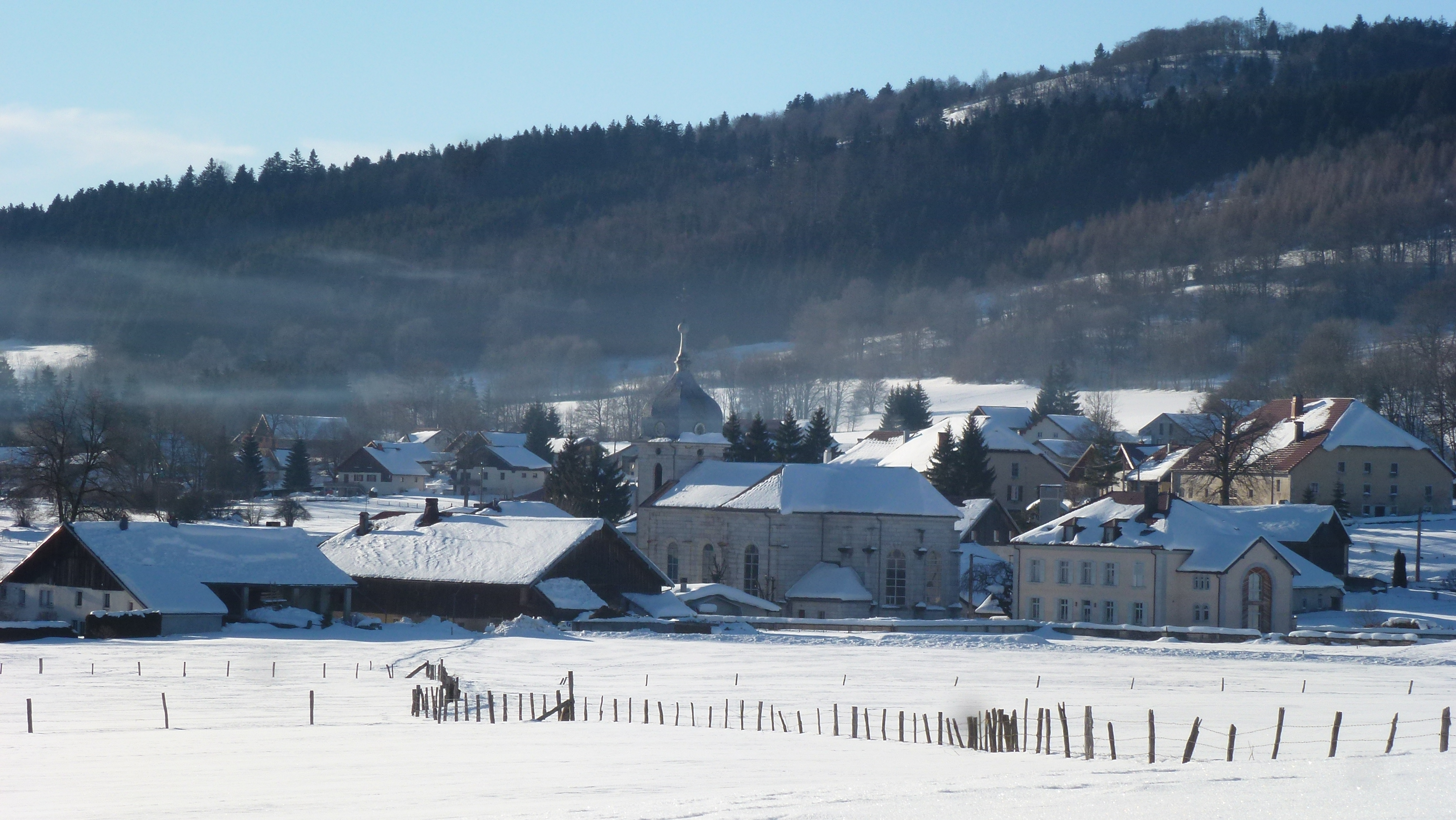
La Chaux en hiver.

Le village a servi de décor au film de Jean Chapot, Les Granges Brûlées, sorti le 30 mai 1973, avec Alain Delon et Simone Signoret, qui fut tourné durant l'hiver 1972-1973.

## Sources